# D'Hoogen boom

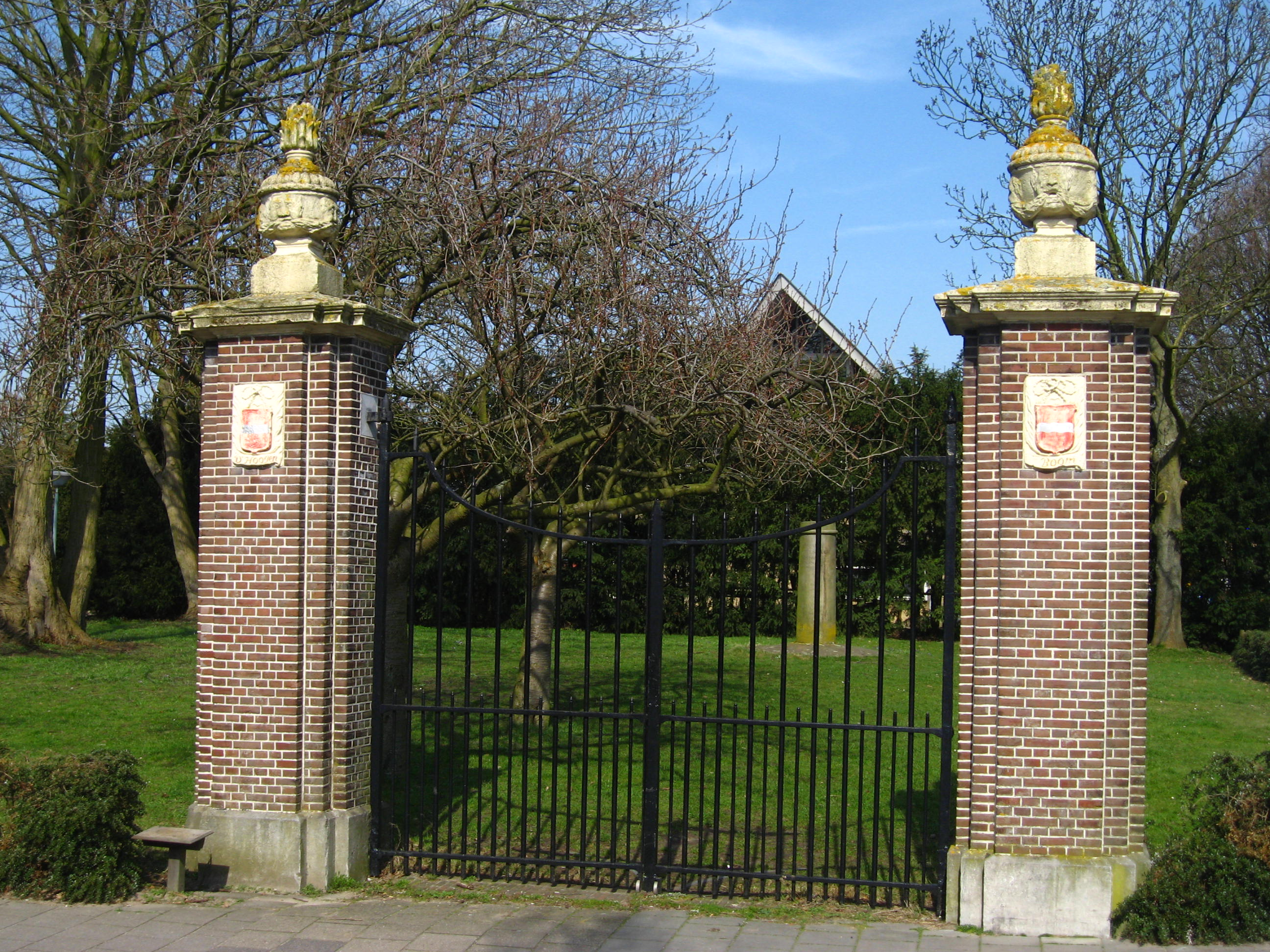
Het vroegere inrijhek van Den Hoogenboom.

D'Hoogen boom of Den Hoogenboom is een voormalige boerderij in de Nederlandse plaats Oegstgeest, provincie Zuid-Holland, aan de Hofdijck tegenover het pand Wijttenbachweg 1. Het bouwwerk, dat vermoedelijk stamde uit de zestiende eeuw, werd in 1830 afgebroken. Van de boerderij resteert nog een toegangshek dat bestaat uit twee bakstenen hekpalen uit 1806 met daartussen een eenvoudig metalen hek. De beide palen worden gedecoreerd met siervazen met grotesken uit ca. 1660. Op het vroegere voorterrein van de boerderij bevindt zich een gebroken zuil ter nagedachtenis aan de Leidse hoogleraar Daniël Wyttenbach. Het terrein is een van de rijksmonumenten in Oegstgeest.
De hofstede is niet zoals vele andere zestiende-eeuwse boerderijen in Oegstgeest verbouwd tot buitenplaats en heeft dus altijd het karakter van een boerenhuis behouden. Het boerderijcomplex bestond naast de eigenlijke boerderij uit een koe- en paardenstal, een wagenhuis, een schuur, een tuin en een hakhoutbosje.
Een van de vroegere eigenaren van D'Hoogen boom was Jacobus Boerhaave (1676-1752). Deze in Leiden werkzame predikant was de acht jaar jongere halfbroer van Herman Boerhaave. Hij had het complex in bezit tussen 1723 en 1750. De bekendste eigenaar van de hofstede was evenwel Daniël Wyttenbach. Nadat hij de boerderij in 1806 verworven had, hernoemde hij het tot Villa suburbana en nam het in gebruik als zomerhuis. Nadat zijn Leidse huis echter tijdens de Leidse buskruitramp volledig vernietigd was, vestigde hij zich permanent in Oegstgeest.
Na zijn overlijden in 1820 werd Wyttenbach in de tuin begraven. Zijn weduwe, Jeanne Gallien (1773-1830), had in haar testament bepaald dat na haar overlijden een zeven voet hoge zuil opgericht moest worden ter herinnering aan haar man. Ook moest het huis worden afgebroken. De uitvoering hiervan werd in handen gelegd van het weduwenfonds der Leidse hoogleraren, dat ook verantwoordelijk werd voor het onderhoud. De zuil van Bentheimer steen werd in 1830 opgericht en draagt de inscriptie Daniel Wyttenbach Civis Bernas (Daniël Wyttenbach, burger van Bern). De zuil markeert overigens niet de begraafplaats van Wyttenbach. Waar hij precies op het terrein begraven ligt, is onbekend. In het testament was verder de bepaling opgenomen het voorplein van de voormalige hofstede "nimmer mag worden geroerd". Het terrein ligt er, in een volledig veranderde omgeving, inderdaad nog steeds zo bij als in 1830.

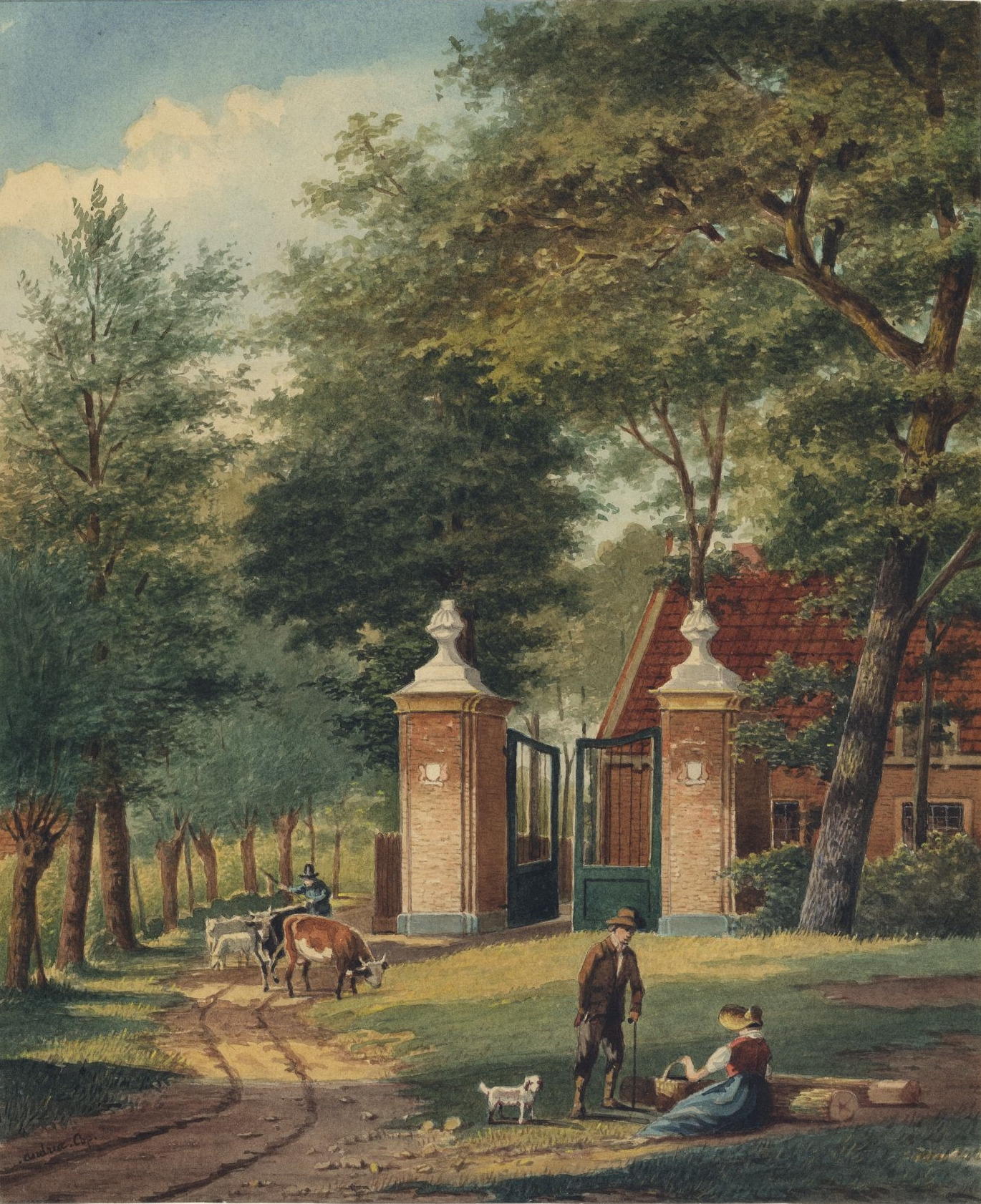
Den Hoogenboom voor de afbraak. Negentiende-eeuwse gouache van W.L. Andreae.
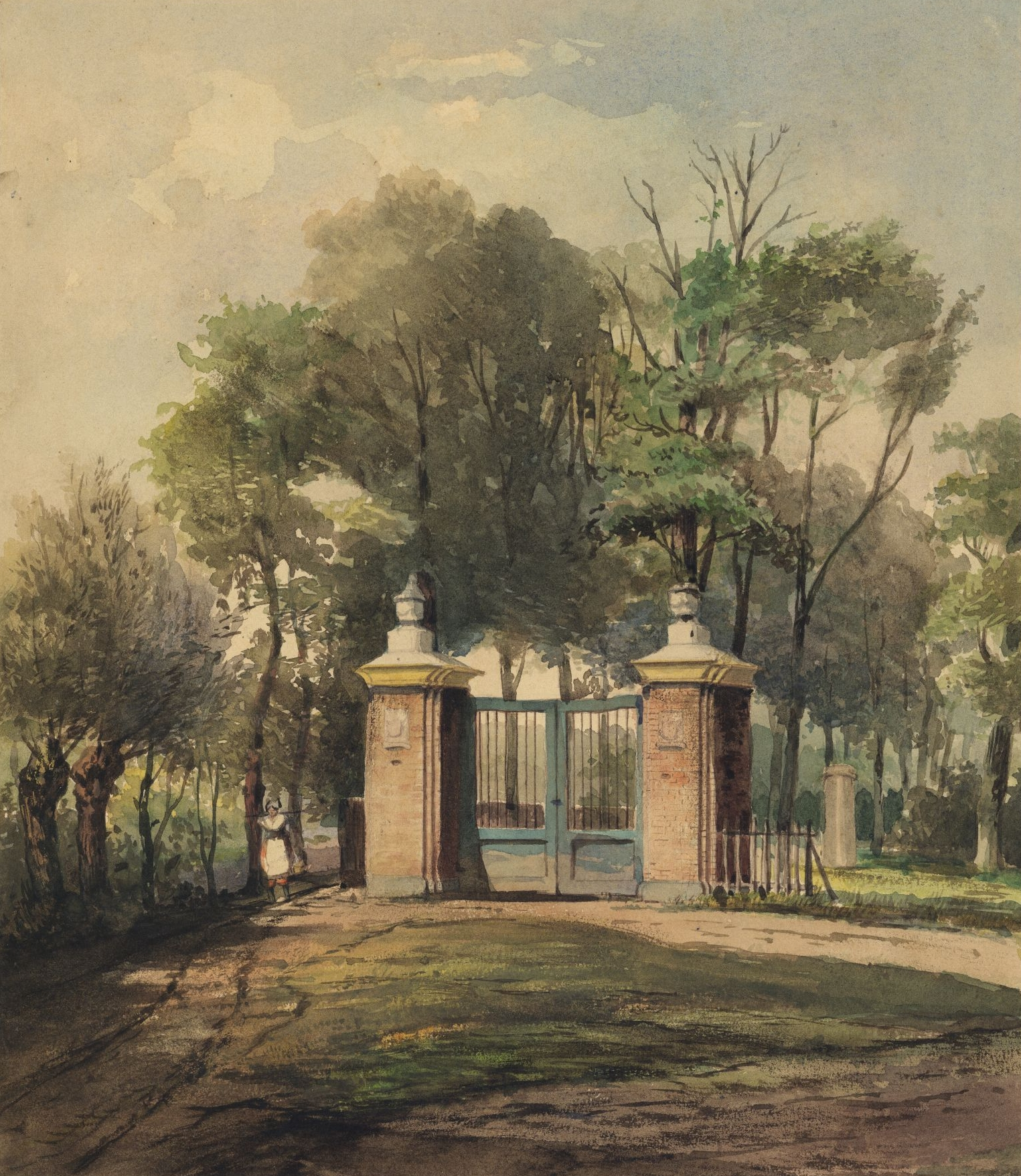
Het inrijhek na afbraak van het huis. Negentiende-eeuwse gouache van W.L. Andreae.
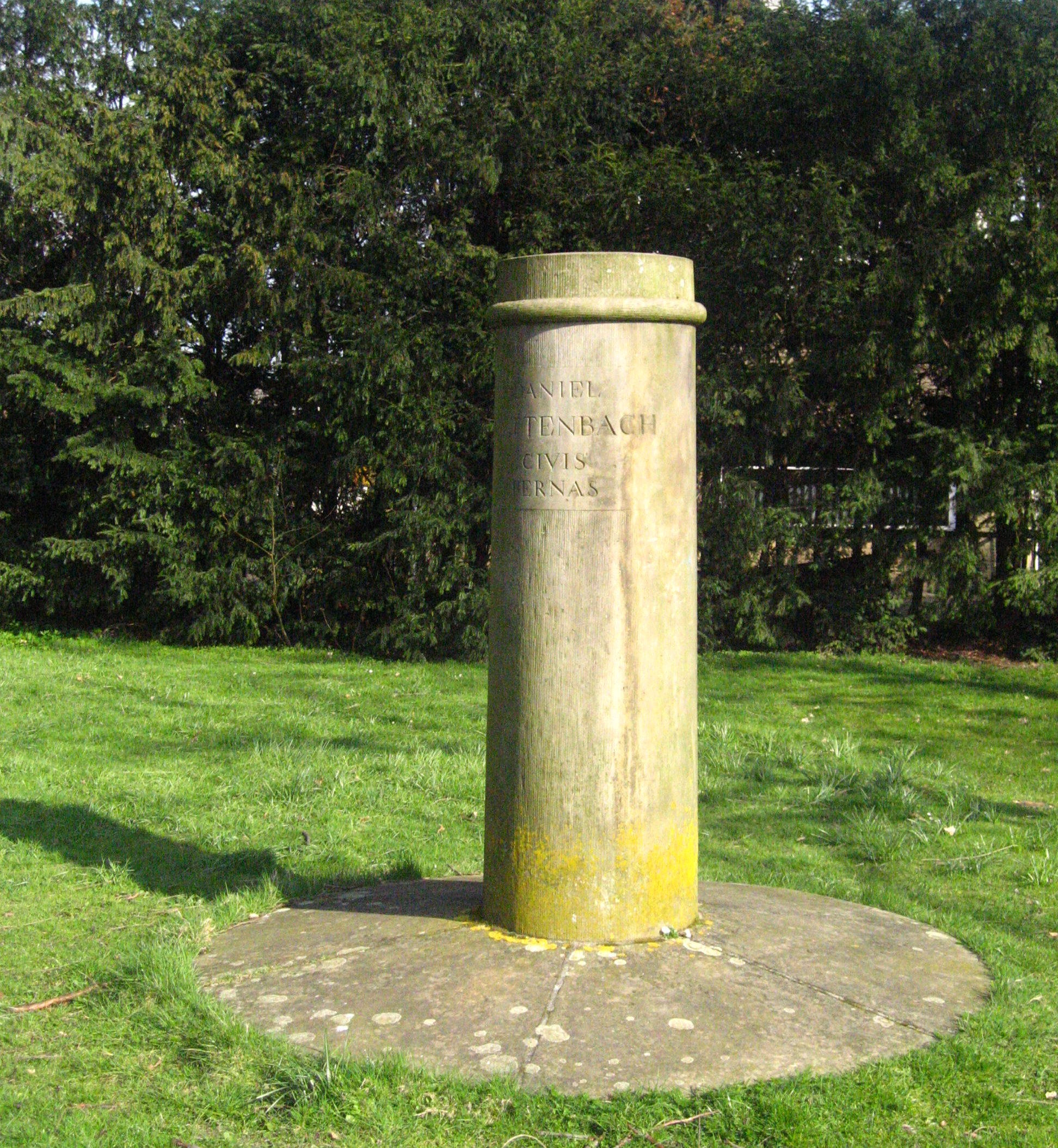
De gedenkzuil voor Wyttenbach.